# Ceradenia arthrothrix
Ceradenia arthrothrix är en stensöteväxtart som beskrevs av Luther Earl Bishop och A. R. Sm. Ceradenia arthrothrix ingår i släktet Ceradenia och familjen Polypodiaceae. Inga underarter finns listade.